# Rund um den Finanzplatz Eschborn-Frankfurt 2017
Il Rund um den Finanzplatz Eschborn-Frankfurt 2017, cinquantacinquesima edizione della corsa, valido come evento del circuito UCI World Tour 2017, si svolse il 1º maggio 2017 per un percorso di 215,7 km. Fu vinto dal norvegese Alexander Kristoff, che giunse al traguardo in 5h 29' 32" alla media di 39,274 km/h precedendo i tedeschi Rick Zabel e John Degenkolb.
La gara venne completata da 67 ciclisti.

## Squadre e corridori partecipanti
| N.    | Cod. | Squadra                  |
| ----- | ---- | ------------------------ |
| 1-7   | KAT  | Team Katusha-Alpecin     |
| 11-17 | QST  | Quick-Step Floors        |
| 21-28 | BOH  | Bora-Hansgrohe           |
| 31-38 | TFS  | Trek-Segafredo           |
| 41-48 | LTS  | Lotto-Soudal             |
| 51-58 | SUN  | Team Sunweb              |
| 61-68 | ALM  | AG2R La Mondiale         |
| 71-78 | UAD  | UAE Team Emirates        |
| 81-88 | SVB  | Sport Vlaanderen-Baloise |
| 91-97 | BMC  | BMC Racing Team          |

| N.      | Cod. | Squadra                      |
| ------- | ---- | ---------------------------- |
| 101-108 | GER  | Germania                     |
| 111-117 | CDT  | Cannondale-Drapac            |
| 121-128 | WGG  | Wanty-Groupe Gobert          |
| 131-138 | TLJ  | Team Lotto NL-Jumbo          |
| 141-148 | WVA  | WB Veranclassic-Aqua Protect |
| 151-158 | ABS  | Aqua Blue Sport              |
| 161-168 | RNL  | Roompot-Nederlandse Loterij  |
| 171-178 | VWC  | Veranda's Willems-Crelan     |
| 181-188 | GAZ  | Gazprom-RusVelo              |
| 191-198 | CCC  | CCC Sprandi Polkowice        |

## Ordine d'arrivo (Top 10)
| Pos. | Corridore           | Squadra    | Tempo    |
| ---- | ------------------- | ---------- | -------- |
| 1    | Alexander Kristoff  | Katusha    | 5h29'32" |
| 2    | Rick Zabel          | Katusha    | s.t.     |
| 3    | John Degenkolb      | Trek       | s.t.     |
| 4    | Jempy Drucker       | BMC        | s.t.     |
| 5    | Pim Ligthart        | Roompot    | s.t.     |
| 6    | Juan José Lobato    | Lotto NL   | s.t.     |
| 7    | Jasper Stuyven      | Trek       | s.t.     |
| 8    | Maximiliano Richeze | Quick-Step | s.t.     |
| 9    | Michel Kreder       | Aqua Blue  | s.t.     |
| 10   | Ben Swift           | UAE        | s.t.     |